# 鹰联航空
鹰联航空有限公司（简称“鹰联航空”）是一家已結業的中国航空公司，总部设于中国四川成都。鹰联航空是首家获得中国民航总局批准的中国民营航空运输企业。鹰联航空主运营基地设在成都双流国际机场，并在北京、广州设有办事处。公司于2004年2月开始筹建，2005年7月正式起飞。

## 重组、更名、结业
2009年3月，四川航空集团公司向鹰联航空注入2亿元人民币，持有其76%的股份，完成了对鹰联航空的重组。
2009年10月，中国商用飞机有限责任公司、四川航空集团公司、成都交通投资集团有限公司重组鹰联航空，持股比例分别为48%、40.97%、11.03%,股本金由原来的3亿元增加至6.8亿元，并于2010年1月15日星获得批准正式更名为“成都航空有限公司”。于2010年1月23日星期六03:00正式启用新的公司名称成都航空公司，鹰联航空正式结业。

## 机队

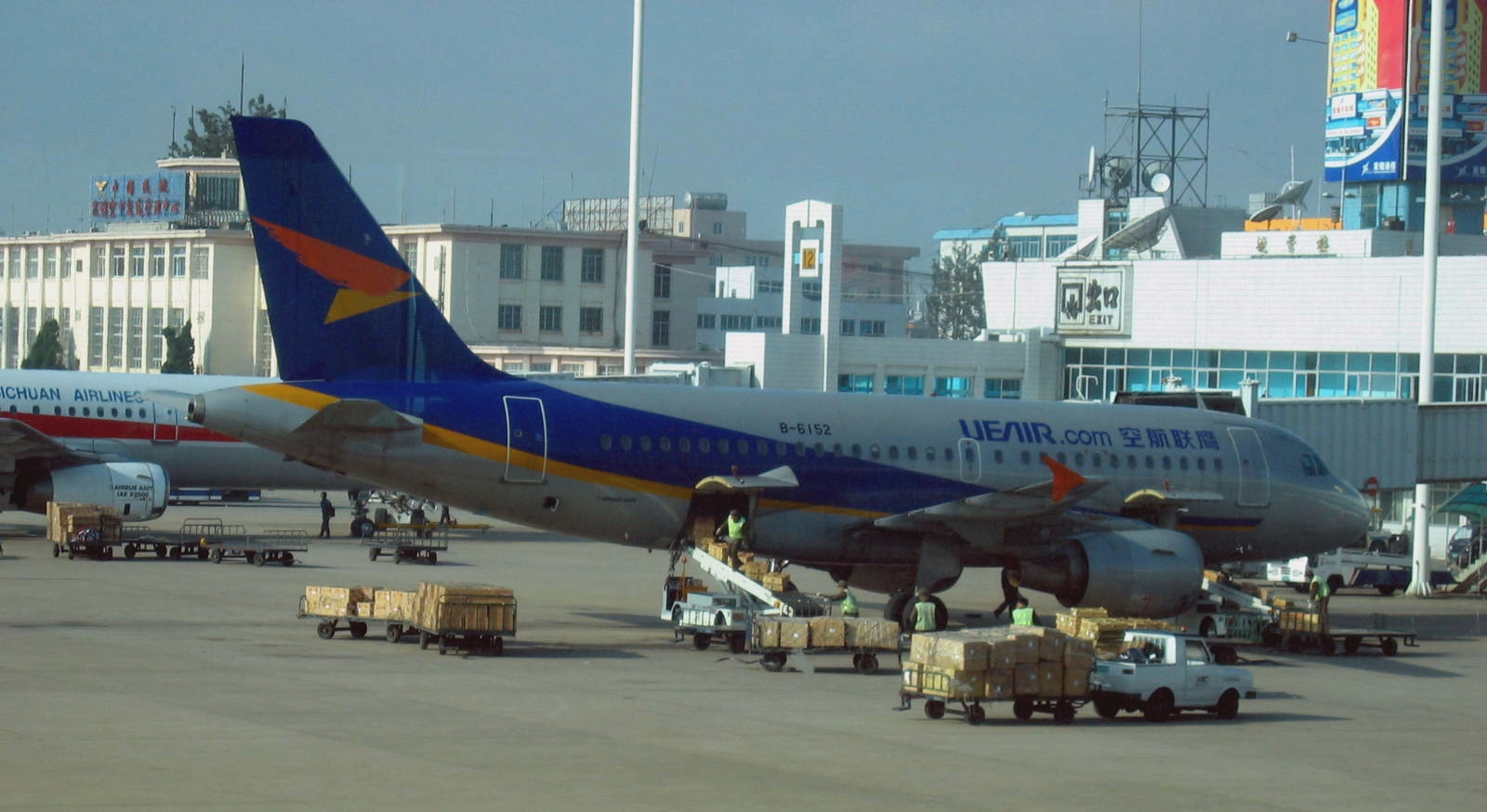
鷹聯航空空中巴士A319

- 空中客车A319-112：5架（B-6151、B-6152、B-6155、B-6163、B-6230）
- 空中客车A320-214：2架（B-2340、B-6266）